# Lachlan Murdoch
Lachlan Keith Murdoch (Londra, 8 settembre 1971) è un imprenditore britannico-statunitense, erede del magnate dei media Rupert Murdoch. È presidente esecutivo di Nova Entertainment, presidente di News Corp (The Wall Street Journal, New York Post, The Times) e presidente esecutivo e CEO di Fox Corporation dopo che nel settembre 2023 il padre ha annunciato di lasciargli la gestione delle aziende. Lachlan Murdoch è anche il fondatore della società di investimento australiana Illyria Pty Ltd..

## Biografia
Lachlan Murdoch è nato l'8 settembre 1971 nel sobborgo londinese di Wimbledon ed è il figlio maggiore del magnate dei media americano di origine australiana Rupert Murdoch e della sua ex moglie, la giornalista e autrice scozzese Anna Maria dePeyster (nata Torv). È cresciuto a New York, dove suo padre possedeva il New York Post. Dopo aver frequentato scuole private (l'Aspen Country Day School a Aspen, Colorado,  la Trinity School a New York City, e la Phillips Academy ad Andover, Massachusetts) ha conseguito una laurea in filosofia presso l'Università di Princeton nel 1994 studiando con la filosofa francese Béatrice Longuenesse e con Alan Hajek.

## Carriera
All'età di 22 anni, Murdoch seguì suo padre in Australia e fu nominato amministratore delegato di Queensland Newspapers, editrice a Brisbane di The Courier-Mail. Un anno dopo divenne direttore del primo quotidiano nazionale australiano, The Australian. Nel 1995 è diventato vice amministratore delegato di News Limited e nel 1996 direttore esecutivo di News Corporation. Allo stesso tempo, Murdoch ha investito personalmente in società di media, in particolare nella start-up One.Tel, in seguito fallita. Ha anche investito nella società pubblicitaria REA Group e nella Australian National Rugby League. La società REA è diventata quindi leader nel mercato australiano della pubblicità immobiliare online ed è stata valutata diversi miliardi.
Nel luglio 2005, Murdoch, allora 33enne, si dimise improvvisamente dalla sua posizione esecutiva presso News Corp. pare a seguito ad un litigio con il regista, Roger Ailes. Mentre era dirigente presso News Corp, Murdoch è stato vice direttore operativo della News Corporation, che in seguito divenne 21st Century Fox. Ha supervisionato HarperCollins.
Nel novembre 2009, Murdoch ha acquisito il 50% di Nova Entertainment attraverso Illyria e ne ha assunto la presidenza. Nel settembre 2012 Illyria ha acquisito le rimanenti azioni del gruppo.
Nel marzo 2014, Murdoch è stato nominato co-presidente di News Corp. e 21st Century Fox, che è visto dai commentatori come un segno di vicino trasferimento dell'impero mediatico di Rupert Murdoch a suo figlio. Nel giugno 2015 è stato nominato presidente esecutivo della 21st Century Fox. In seguito all'acquisizione di Fox da parte della Disney nel marzo 2019, Murdoch è diventato presidente e CEO di Fox Corporation.
Nel settembre 2023, Rupert Murdoch ha annunciato che si sarebbe dimesso dalla carica di presidente della Fox Corp. e News Corp. e di affidare al figlio la gestione delle due aziende. Lachlan Murdoch diventa presidente unico di News Corp. e rimane presidente esecutivo e amministratore delegato di Fox Corporation.

## Vita privata

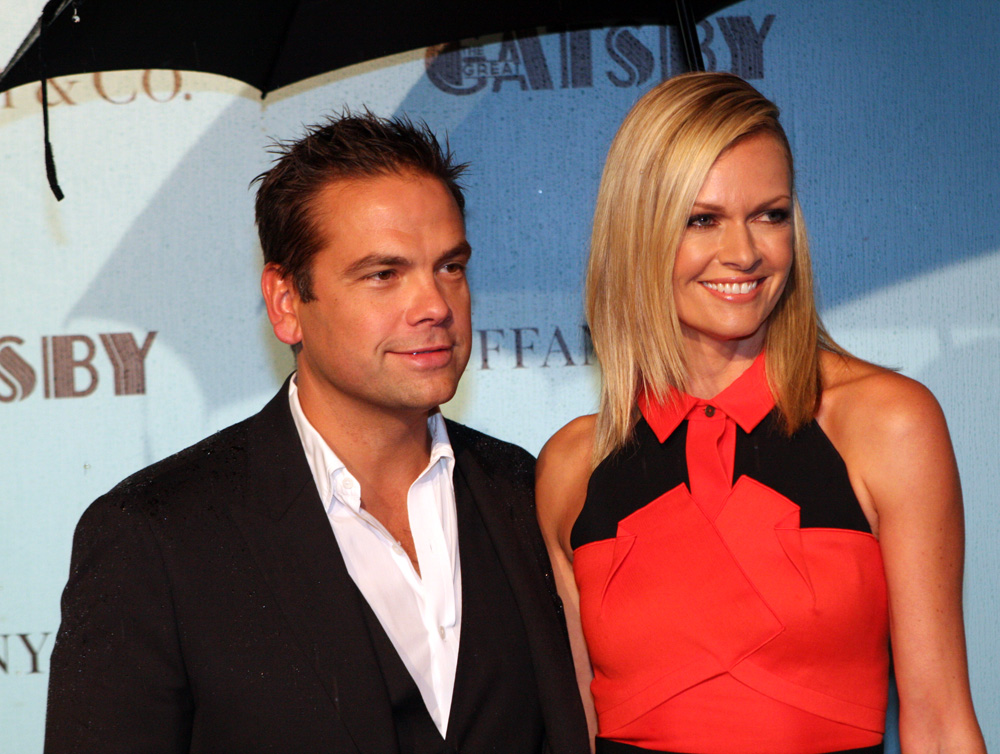
Sarah O'Hare con il marito Lachlan Murdoch

Lachlan Murdoch ha sposato la modella e attrice australiana di origine britannica Sarah O'Hare nel 1999. La coppia ha due figli, Kalan Alexander, nato il 9 novembre 2004, e Aidan Patrick, nato il 6 maggio 2006, e una figlia, Aerin Elisabeth, nata il 12 aprile 2010.
I Murdoch possedevano "Berthong", una casa a Elizabeth Bay, Sydney, finché non fu venduta a Russell Crowe nel 2003. Nel novembre 2009, Murdoch acquistò "Le Manoir", una villa di 4.097 metri quadrati a Bellevue Hill per 23 milioni di dollari; e due anni dopo acquistò una proprietà adiacente di 1.049 metri quadrati. Nel 2017, Murdoch e sua moglie hanno pagato 29 milioni di dollari per una grande proprietà equestre ad Aspen, in Colorado, che contiene una casa con sei camere da letto di 1.250 metri quadrati.  Nel 2019 hanno acquistato la Chartwell Estate a Los Angeles per circa 150 milioni di dollari.